# Yavapai Observation Station

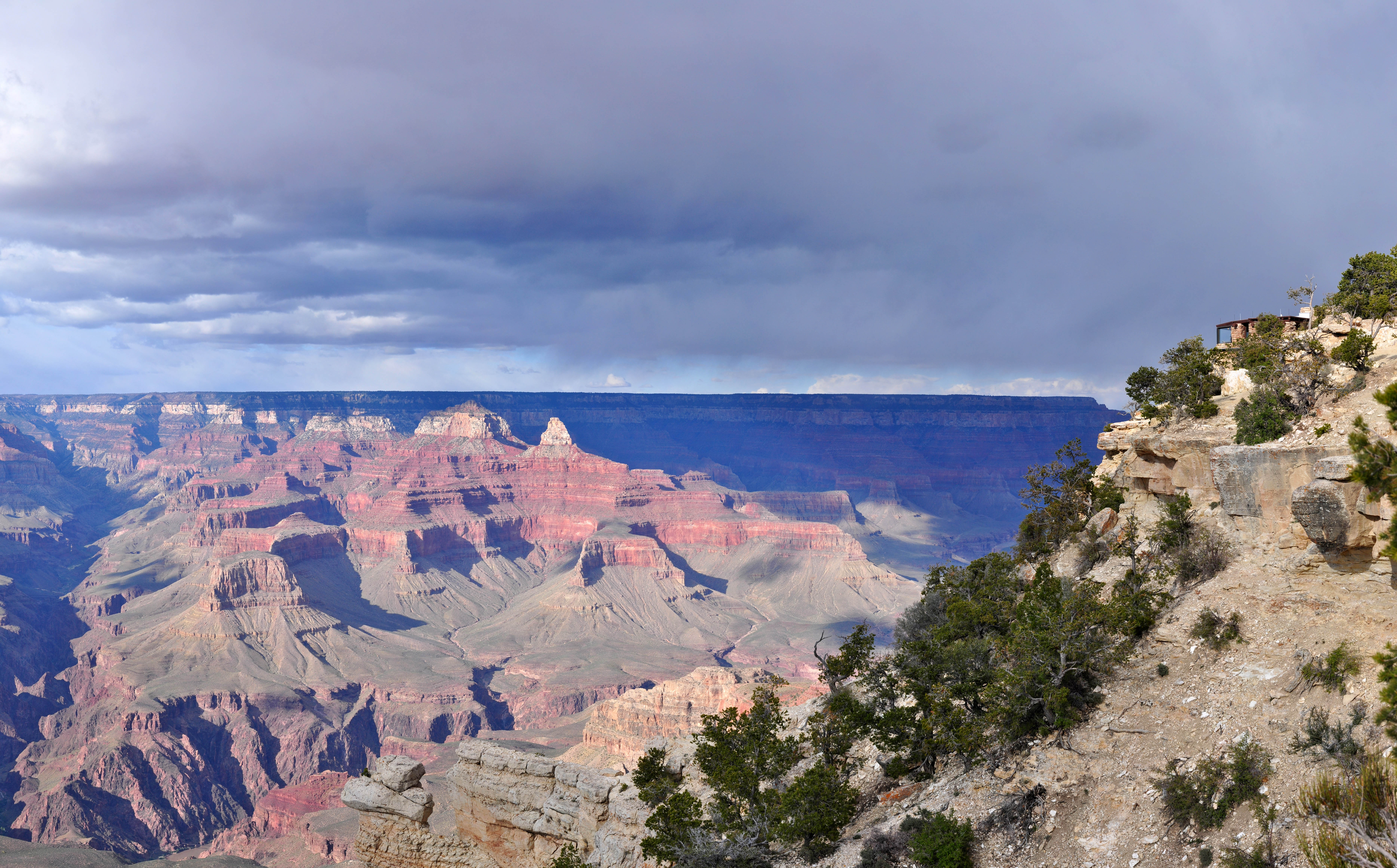

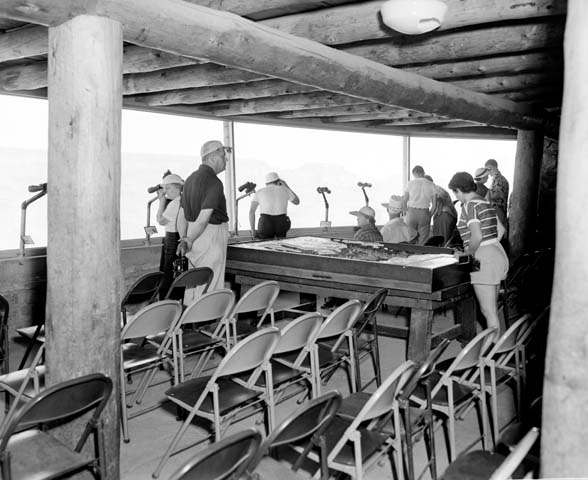
Yavapai Observation Station 1953

Yavapai Observation Station, eller Yavapai Geology Museum, är en byggnad vid South Rim vid kanten av Grand Canyon, 1,6 kilometer öster om Grand Canyon Village i Arizona. 
Byggnaden uppfördes 1928 av National Park Service efter ritningar av Herbert Maier i lokal kaibabkalksten och lokal gultall (pinus ponderosa) på en utsiktsplats som valdes ut av geologer för att visa och förstå mesta möjliga av geologin i Grand Canyon. Byggnaden hade ursprungligen ett utställningsrum och en öppen observationsplattform. Under 1950-talet byggdes observationsplattformen in, med stora glasfönster mot kanjon.
Utanför byggnaden finns en liten park med vilda växter från Grand Canyon från olika växtzoner, från den kanadensiska zonen i North Rim till den Nedre Sonorazonen i den inre kanjon. 

## Bildgalleri

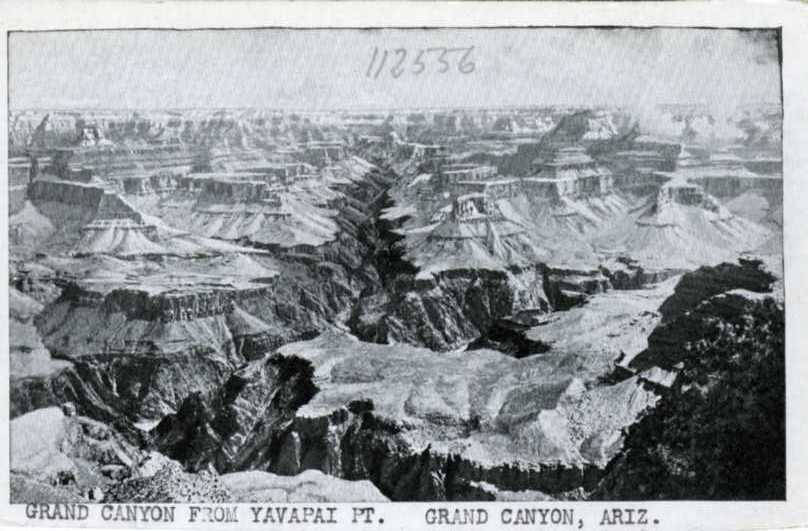
Grand Canyon från Yavapai Point 1926
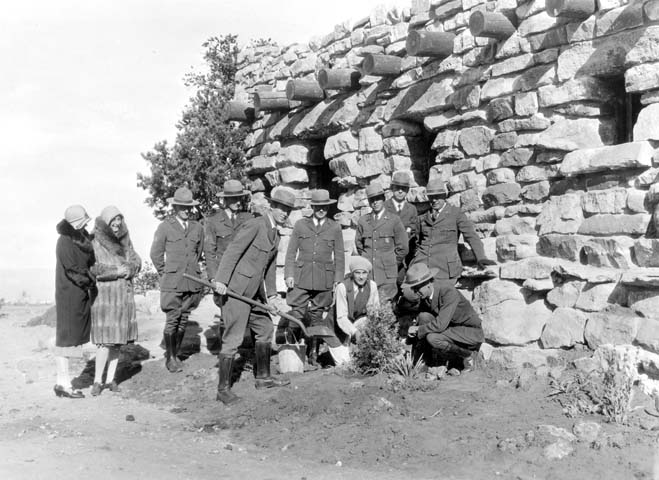
Yavapai Point Observation Station 1953
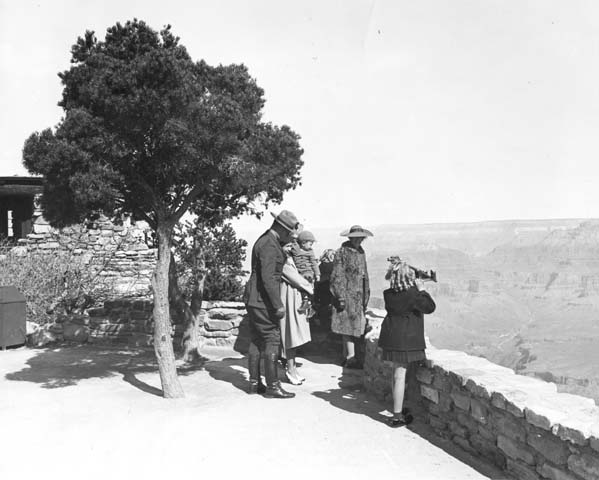
Yavapai Point 1953
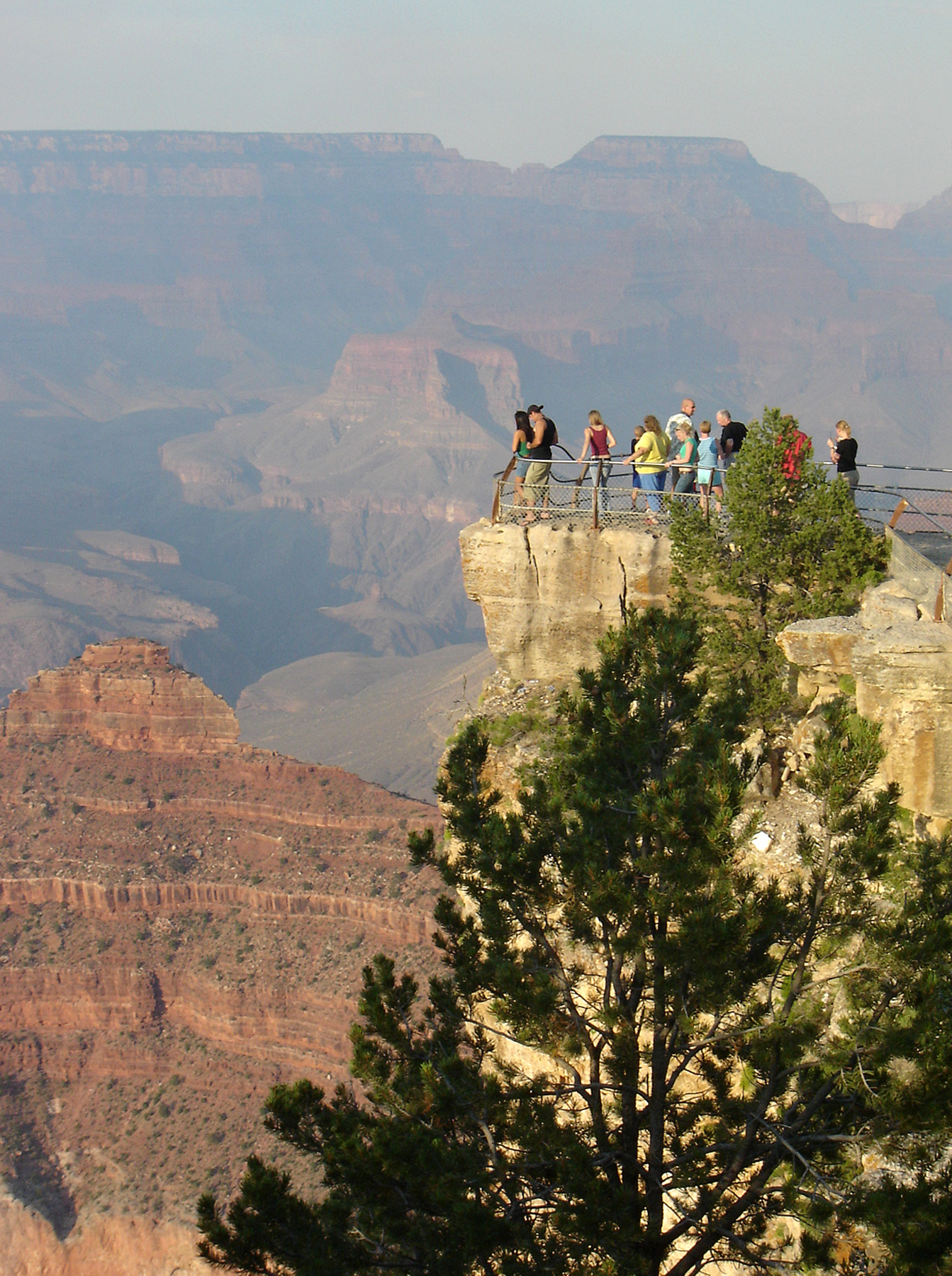
Yavapai Point
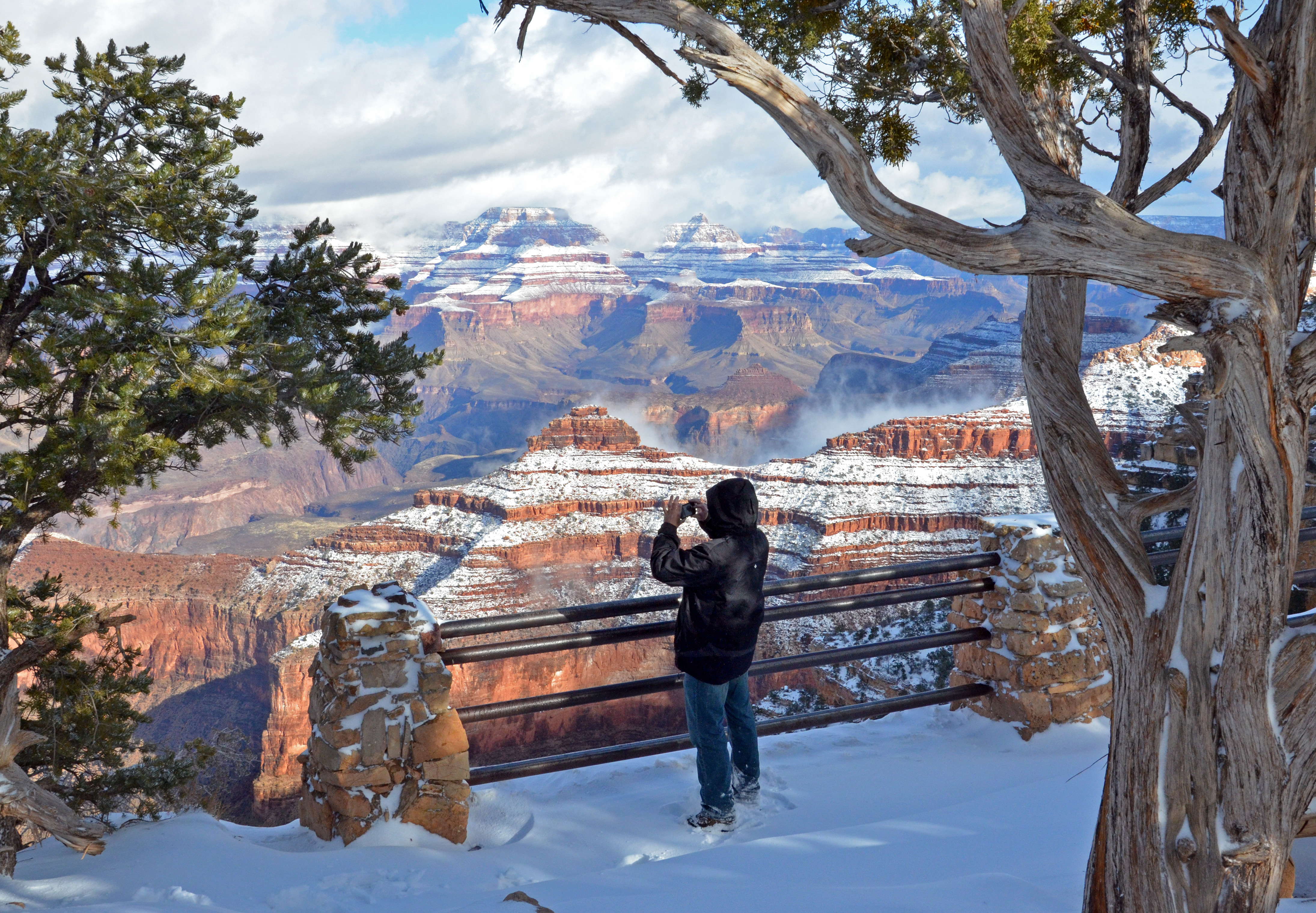
Utsikt från Yavahai Point, julafton 2012
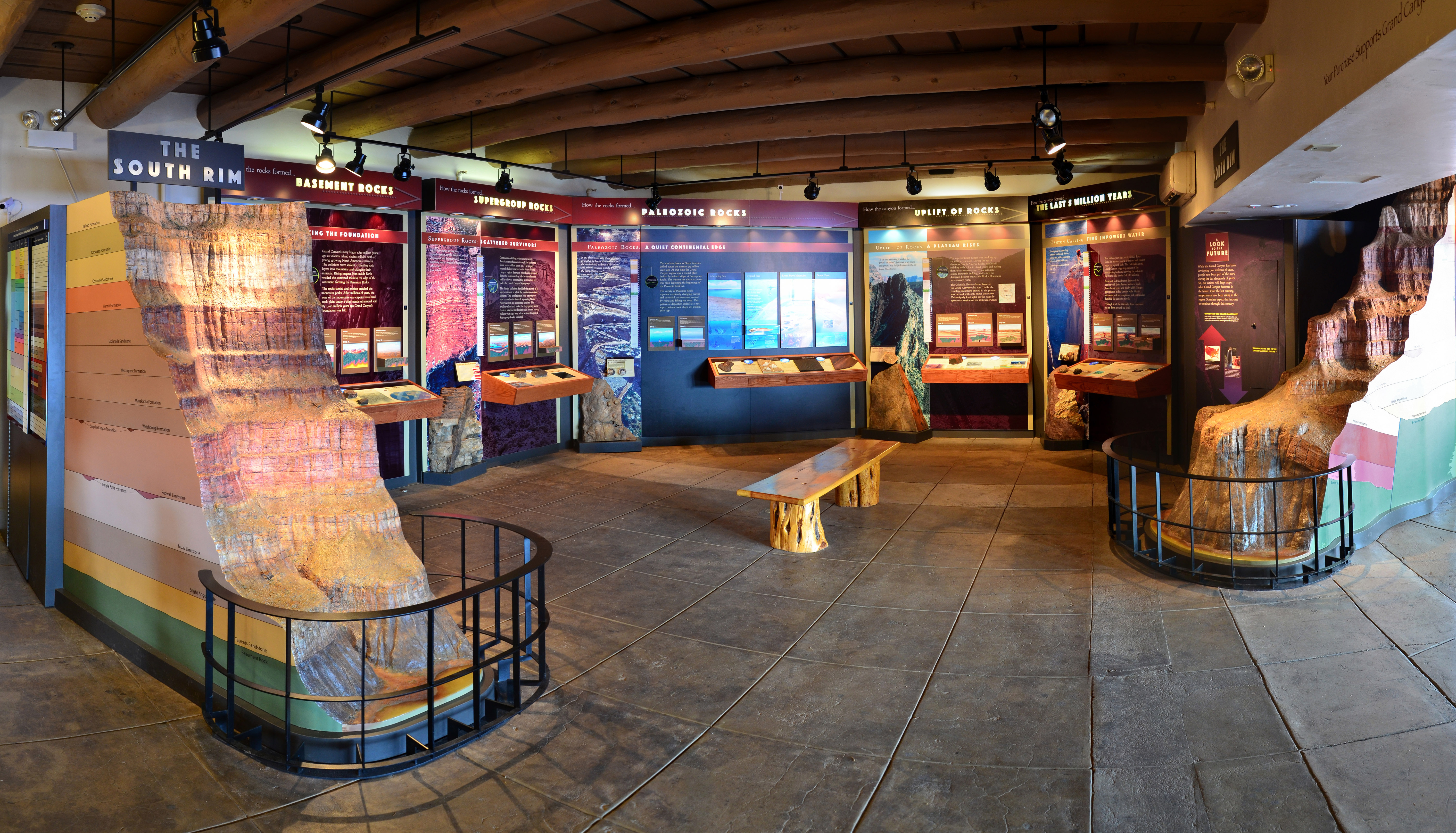
Interiör